# Malga Arza
Malga d'Arza è una malga destinata al bivacco situata nel comune di Denno, in Provincia di Trento, ad un'altitudine di 1507 m. Appartiene al versante orientale del Gruppo di Brenta, nel Sottogruppo della Campa, e sorge su un vasto terrazzo affacciato verso la Val di Non racchiuso tra le pendici del Monte Corno a nord e del Monte Alto a sud.
È il principale punto di partenza per le traversate e le escursioni nella catena della Campa nel Parco Naturale Adamello Brenta.
Anticamente la comunità di Denno possedeva anche un'altra malga, la Déna, che si trovava nell'alta Val di Tovel a monte dell'omonimo lago, in un sito oggi compreso nel comune di Ville d'Anaunia. Il bestiame destinato all'alpeggio trascorreva sugli alti pascoli della Dena gran parte dell'estate, mentre l'Arza era un luogo di sosta e transito. Nel 1880 il comune di Denno decise di vendere al comune di Tuenno la Dena, giudicata troppo impervia e lontana dal paese, per ampliare e valorizzare il pascolo e le strutture della più comoda e vicina malga Arza. Ancora oggi, durante la stagione estiva, l'Arza viene monticata e il suo vasto pascolo è dato in affitto ad allevatori della zona.

## Accessi
- Dal paese di Cunevo per strada asfaltata, dal quale dista circa 11 km, passando dal rifugio Fontana in località Pianezza.[1]
- Dal paese di Termon, seguendo il sentiero SAT 330. (Ore: 2.30)

## Traversate
- Al Lago di Tovel (1178 m): dopo una graduale salita fino alla Malga Termoncello (1856 m), si cala dal sentiero SAT 339 che scende sulla strada per Tuenno, arrivando infine sulla sponda SE del lago. (Ore: 2).[4]
- A Malga Flavona (1858 m): dopo la salita fino a Malga Termoncello (1856 m), si prosegue sul sentiero SAT 330. (Ore: 3).[5]
- A Malga Campa (1978 m) seguendo il sentiero SAT 370 sulla sinistra passando da Malga Loverdina (1171 m). (Ore: 1.45). È possibile poi risalire la Valle della Campa seguendo il sentiero SAT 338, fino ad arrivare alla Sella del Montòz (m 2327) e da lì scendendo nella Valle dei Cavài fino al sentiero SAT 301 che porta alla Malga Spora. (Ore: 2.30, totale ore: 4.15/4.30).[6]
- Al Rifugio Doss della Quarta (1580 m), del comune di Flavon, seguendo un sentiero segnato non numerato. (Ore: 0.50).[7]